# Seznam finskih plavalcev
Seznam finskih plavalcev.

## A
- Arvo Aaltonen
- Anni Alitalo

## B
- Janne Blomqvist
- Emilia Bottas
- Ronny Brännkärr

## E
- Karl Ebb

## H
- Mia Hagman
- Vesa Hanski
- Jere Hård
- Paula Harmokivi
- Marja Heikkilä
- Nea-Amanda Heinola
- Anton Herrala
- Susanne Hirvonen
- Ida Hulkko

## J
- Mimosa Jallow
- Kristian Johansson

## K
- Antti Kasvio
- Veera Kivirinta
- Anu Koivisto
- Matias Koski
- Tanja Kylliäinen

## L
- Anne Lackman
- Laura Lahtinen
- Jenna Laukkanen
- Noora Laukkanen
- Petteri Lehtinen
- Eva Lehtonen
- Ari-Pekka Liukkonen

## M
- Niko Mäkelä
- Matti Mäki
- Matti Mattsson

## P
- Marja Pärssinen
- Jarno Pihlava
- Eetu Piiroinen
- Tuomas Pokkinen
- Riku Pöytäkivi

## R
- Matti Rajakylä

## S
- Eeva Saarinen
- Minna Salmela
- Hanna-Maria Seppälä
- Jani Sievinen
- Johanna Silventoinen
- Petri Suominen

## U
- Riikka Ukkola

## V
- Tero Välimaa
- Kalle Varonen
- Janne Vermasheinä

## W
- William Wihanto